# Redes Sociales Progresistas
Redes Sociales Progresistas (RSP) fue un partido político mexicano existente entre 2020 y 2021. Fue fundado el 19 de enero de 2019 como asociación civil. Posteriormente obtuvo su registro como partido político nacional el 14 de octubre de 2020 por decisión del Tribunal Electoral del Poder Judicial de la Federación.
En las elecciones federales de 2021 Redes Sociales Progresistas no alcanzó el 3% de la votación emitida, requisito necesario para mantener su registro como partido político. En consecuencia el Instituto Nacional Electoral le retiró su registro como partido político el 30 de agosto de 2021.

## Historia

### Como asociación civil
En enero de 2019 fue fundada la organización Redes Sociales Progresistas como asociación civil con el objetivo de constituirse como partido político nacional. Dicha intención se vio reflejada finalmente en febrero de 2019 cuando entregaron formalmente su solicitud ante el Instituto Nacional Electoral (INE).  En noviembre de 2019 se formó la Alianza de Participación Política con el Partido Digital encabezado por Ricardo Fernández Audiffred. Para constituirse como partido político nacional la organización debía obtener 250 mil militantes y realizar 20 asambleas estatales con al menos 3000 militantes en cada una. Finalmente, en febrero de 2020, la organización celebró una asamblea nacional donde comunicaban que habían cumplido formalmente con los requisitos exigidos para lograr el registro. El 4 de septiembre de 2020 La Comisión de Prerrogativas y Partidos Políticos del INE resolvió no otorgarles registro como partido político nacional por presunta intervención gremial por parte del Sindicato Nacional de Trabajadores de la Educación (SNTE), así como la entrega de gratificaciones económicas y materiales a los asistentes de las asambleas estatales. Días después, José Fernando Gonzalez Sánchez, líder de la organización, desmintió los argumentos los cuales se basó el INE para negarles el registro como partido político nacional, finalmente anunció que impugnaría el fallo del INE ante el Tribunal Electoral del Poder Judicial de la Federación (TEPJF).

### Como partido político nacional

Estados donde el partido conserva su registro estatal.

El 21 de septiembre de 2020, el TEPJF anunció que resolvería las impugnaciones de diversas organizaciones que no lograron el registro como partidos políticos nacionales, incluido el recurso de impugnación de Redes Sociales Progresistas. Durante la sesión pública celebrada por el tribunal el 14 de octubre de 2020, determinó por mayoría de votos revocar la resolución del INE, otorgándole finalmente el registro como partido político nacional.
El partido participó en las elecciones federales de 2021, donde obtuvo el 1.76% de los votos emitidos y no consiguió el triunfo en ninguno de los trescientos distritos electorales ni alcanzó a recibir representación de representación proporcional en el Congreso de la Unión. Debido a la baja cantidad de votos recibidos, el Instituto Nacional Electoral determinó retirarle su registro como partido político nacional el 30 de agosto de 2021.

## Partido político estatal en el país
Redes Sociales Progresistas conservó su registro como partido político estatal en Chiapas, Durango, Morelos, Nayarit y Tlaxcala.
| Estado   | Logo | Logo | Partido                                 | Fundación | Disolución | Razón de disolución              |
| -------- | ---- | ---- | --------------------------------------- | --------- | ---------- | -------------------------------- |
| Chiapas  |      |      | Redes Sociales Progresistas de Chiapas  | 2021      | Activo     |                                  |
| Durango  |      |      | Redes Sociales Progresistas de Durango  | 2021      | 2022       | No se alcanzó el 3% de votación. |
| Morelos  |      |      | Redes Sociales Progresistas de Morelos  | 2021      | 2024       | No se alcanzó el 3% de votación. |
| Nayarit  |      |      | Redes Sociales Progresistas de Nayarit  | 2021      | Activo     |                                  |
| Tlaxcala |      |      | Redes Sociales Progresistas de Tlaxcala | 2021      | Activo     |                                  |

## Resultados electorales

### Cámara de diputados
| Elección | Legislatura | Votos   | Porcentaje      | Mayoría relativa | Plurinominales | Escaños | Posición           | Presidencia                 |
| -------- | ----------- | ------- | --------------- | ---------------- | -------------- | ------- | ------------------ | --------------------------- |
| 2021     | LXV         | 868 515 | \| \| 1.76 % \| | 0                | 0              | 0/500   | Extraparlamentario | Andrés Manuel López Obrador |
|          | 1.76 %      |         |                 |                  |                |         |                    |                             |